# جهاز التسلية بصمام الأشعة المهبطية
كاثود راي تيوب أميوسمينت ديفايس (بالإنجليزية: Cathode-ray tube amusement device)‏ هي أول لعبة إلكترونية في التاريخ وقد تم اختراعها في سنة 1947 عن طريق المخترع توماس غولدسميث جونيور. هذه عملت عن طريق أنبوب شعاع الكاثود، حيث للاعب الإمكانية بضبط المقابض لتغيير مسار حزم النقاط التي تعرض على الشاشة. مع أن هذه اللعبة تم تسجيلها كلعبة إلكترونية ولم يتم تسجيلها كلعبة فيديو إلا أنها كانت الانطلاقة الأولى منها في عالم صناعة ألعاب الفيديو.

## أنطر أيضاً
- تاريخ ألعاب الفيديو